# Ramalina wigginsiae
Ramalina wigginsiae är en lavart som beskrevs av Bowler & Rundel. Ramalina wigginsiae ingår i släktet Ramalina och familjen Ramalinaceae.   Inga underarter finns listade i Catalogue of Life.